# Fazan
Fazan (znanstveno ime Phasianus colchicus) je ptica, ki spada v družino poljskih kur (	Phasianidae). Njegova domovina  je Azija, med ekvatorjem in vse do 50° severne širine do sibirskih step. Po zgodovinskih podatkih so prenesli fazana iz Azije že stari Grki. Podatkov o prvih naselitvah fazanov na ozemlju Slovenije ni, verjetno pa so ga tako kot drugod po Evropi tudi na Slovenskem gojili že stari Rimljani.

## Opis
Pri fazanu je izrazit spolni razloček (dimorfizem). Samec se loči od samice po obarvanosti perja, po daljšem repu, ostrogah, teži in velikosti. Od fazanke, ki je manjša in  bolj enotno rjavosivo obarvana, ga ločimo tudi v letu. Njegovo perje je pretežno rjave barve, medtem ko je glava zelena in modra. Okoli oči ima perje rdeče barve. Rep je sestavljen iz 18 peres, od katerih sta srednji dve precej daljši od ostalih. Noge ima močne, okoli 12 cm dolge, sive barve, pokrite z roževinastimi luskami različnih velikosti. Trije sprednji prsti so povezani s krajšo kožico. Kremplji na nogah so močni, špičasti in malo ukrivljeni. Kljun je močan, svetlo sive barve in malo upognjen. Odrasel fazan – samec doseže v povprečju 80–90 cm dolžine, pri čemer pripada repu 45–50 cm. Z razprtimi krili meri 70–80 cm. Samica doseže dve tretjini velikosti samca. Samec  tehta  od 1,25–2 kg, samica pa od 0,80 do 1,20 kg. Ima zelo dober in oster vid. Oči ima velike, rdeče, z okroglim obročkom. Njegovo vidno polje je zelo široko, vidi tudi navzgor in navzdol. V mraku in ponoči slabše vidi. Izostren ima tudi sluh, sliši na velike razdalje in zazna vsak najmanjši šum. Oglaša se z več glasovi. Samec  po navadi s tagat in gog–gok, samica ob nevarnosti s svarilnim glasom trr–trr in ci–cik, ko vodi kebčke, pa ki–ki. Odrasel fazan perje zamenja enkrat na leto, konec leta oziroma v začetku jeseni. Menjava perja je postopna, najprej na telesu, najkasneje pa na glavi.

## Razmnoževanje
Fazan je poligamna žival. V času razmnoževanja se pari z več fazankami. Tudi fazanka ni zvesta samo enemu samcu in se je pripravljena pariti z vsakim samcem.  Nagon se zbudi,  ko se vreme otopli, običajno  konec marca. Pri fazanu traja nagon po parjenju najmanj 2 meseca, pri fazankah pa kakih 20 dni.  Samec izbere teritorij, ki obsega od 0,5–2 ha površine, kjer s svojim glasom privablja samice. Okrog  njega se največkrat zbere od  4–8 samic, ki jih rasti v jutranjih urah  na istem mestu.
 
Gnezdi na mestih, kjer je primerno kritje in dovolj hrane, v gozdičih, na polju, ob robu gozda, izbira mesta pa je odvisna tudi od stopnje vegetacije. Gnezdi izključno na tleh. Za gnezdo poišče naravno vdolbinico, ki jo še poglobi in razširi. Gnezdo je široko okoli 22 cm in globoko 6 cm. Zgodi se da nosi več fazank v eno gnezdo, nosijo tudi izven gnezda, pa tudi v jerebičje ali račje gnezdo. Fazanka začne nesti  8–10 dni po začetku parjenja, znese od 8 do 18 jajc in v normalnem vremenu znese eno jajce v 32 urah. Glede na število jajc je čas nesnosti od 16 do 26 dni. Jajca so enotno obarvana in so lahko sivo zelena, olivna, belo rumena in rjavo zelena. Valiti začne dan ali dva po tem, ko je znesla zadnje jajce. Vali 24 dni. Fazanje  mladiče do desetega tedna starosti imenujemo kebčki. Kebčki so sivorumenkaste barve z rdečkastim tonom, preko glave in hrbta pa imajo tri temne črte, od katerih je srednja precej širša. Po treh do štirih dneh so pri kebčkih že vidna prva krilna peresa.

## Vedenje in prehrana
Fazan je dnevni ptič. Prenočuje na drevesih z vodoravnimi vejami, najraje na iglavcih blizu debla ali grmih, poleti večkrat tudi na tleh. Pri spanju da fazan glavo med perutnico. Samci se približno uro pred sončnim vzhodom oglasijo z gredi. Hrani se peš, dve uri zjutraj in 2–3 ure zvečer. Razen prenočevanja preživi fazan ves preostali čas na tleh. Leti na krajših razdaljah, lahko tudi hitro teče.
Fazan je vsejed. Od rastlinske hrane se hrani z vsemi rastlinskimi deli: s semeni žita, trav, detelj in zelišč, s plodovi drevesnih in grmovnih vrst, z zelenimi listi, stebelci, cvetnimi glavicami, cvetovi in gomoljčki. Od živalske hrane se hrani predvsem z žuželkami in njihovimi ličinkami, pa tudi s polži, črvi, manjšimi žabicami, mladimi plazilci in drobnimi glodavci. Od zrnja kmetijskih rastlin ima fazan najraje koruzo in pšenico. Odrasel fazan poje v povprečju od 40–60 g hrane na dan, nabito polna fazanina golša pa tehta več kot 100 g.

## Življenjsko okolje
Fazan je bil sprva stepska žival. V Evropi se je prilagodil na povsem drugo okolje. Rad ima obdelan poljedelski svet, ki se prepleta s številnimi gozdovi, gozdiči, zaraščenimi bregovi rek, potokov in kanalov. Gozd mu služi za kritje. Velikih strnjenih gozdov se izmika in v njih ne živi. Tudi odprt ravninski svet brez kritja zanj ni primeren. Najugodnejši za njega so manjši mešani gozdovi z dobro podrastjo, ki jih obdaja obdelan svet. Najdemo ga na višini do 400 m nadmorske višine na območjih, kjer prevladujejo rahlo humozna, peščena do peščeno ilovnata, topla in hitro odcedna tla. Fazan ima rad toploto. Rad se zadržuje na sončnih mestih. Najugodnejši so predeli s srednjo letno temperaturo 9–10 °C. 